# Innocent (canción de Stereophonics)
«Innocent» es un sencillo de la banda británica de rock Stereophonics que fue lanzado el 9 de noviembre de 2009. Este fue el primer sencillo extraído de su séptimo álbum de estudio, Keep Calm and Carry On, que fue puesto en libertad una semana después, el 16 de noviembre de 2009. También fue el primer sencillo de Mercury Records, así como la más baja de gráficos sencillo de la banda (con la excepción de "You're My Star", que se perdió Top 75 en total).